# Sprężarka tłokowa

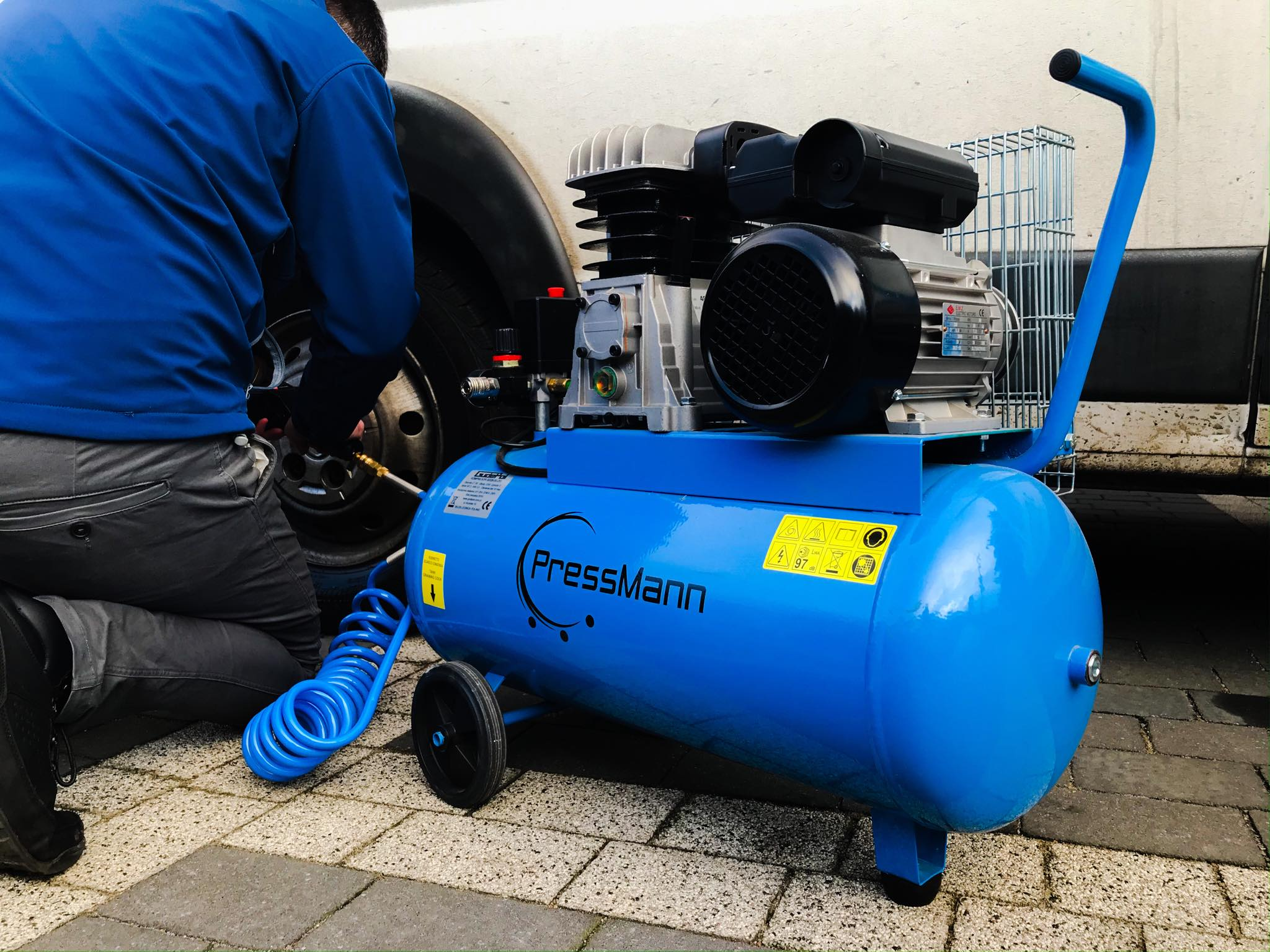
Mała sprężarka tłokowa (widać żebrowane cylindry (z tłokami w środku i czarną obudową filtra z boku), napędzający silnik elektryczny (z czarną obudową na pierwszym planie), w dolnej części znajduje się pomalowany na niebiesko zbiornik na sprężone powietrze.

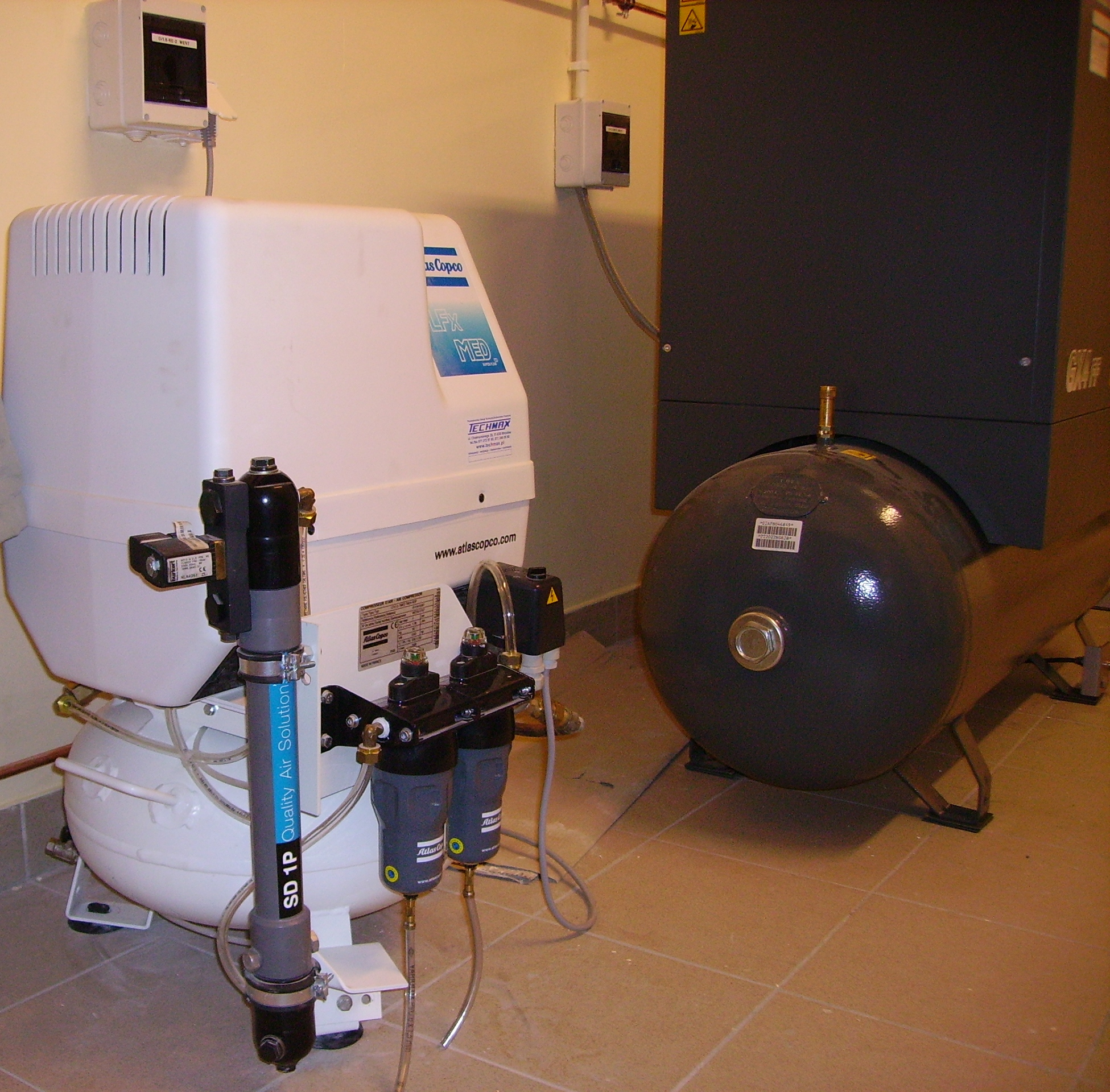
Sprężarka tłokowa bezolejowa w wykonaniu MED, czyli umożliwiającym zastosowanie w gabinetach stomatologicznych, laboratoriach medycznych, etc. Urządzenie posiada własny zbiornik buforowy, osuszacz membranowy oraz zestaw filtrów sprężonego powietrza.

Sprężarka tłokowa – najstarsza i najczęściej spotykana sprężarka. Dostępna jest w wersji jedno – lub dwustopniowej, ze smarowaniem olejowym lub bezolejowa z różną liczbą cylindrów w różnych układach. Jedyny wyjątek stanowią naprawdę małe sprężarki z cylindrami pionowymi gdzie układ V jest najczęściej spotykany.

## Zasada sprężania jednostopniowego
Zwiększanie ciśnienia gazu następuje tu wskutek ruchu posuwistego tłoka w cylindrze. Należy zatem do grupy sprężarek objętościowych. Działanie sprężarki tłokowej jest niemal identyczne jak pompy tłokowej.

## Zasada działania dwustopniowego
W przypadku działania dwustopniowego największe korzyści przynosi stosowanie dużych sprężarek z ustawionym pionowo cylindrem niskiego ciśnienia i ustawionym poziomo cylindrem wysokiego ciśnienia i z tego powodu jest to najczęściej spotykane rozwiązanie.
Sprężarki smarowane olejem pracują normalnie przy smarowaniu rozpryskowym lub smarowaniu ciśnieniowym. Większość sprężarek ma zawory samoczynne. Zawory takie otwierają się i zamykają na skutek różnicy ciśnień po odpowiednich stronach krążka zaworu.

## Bezolejowe sprężarki tłokowe
Bezolejowe sprężarki tłokowe mają pierścienie wykonane z policzterofluoroetylenu (PTFE) lub pierścienie węglowe. W rozwiązaniu alternatywnym ścianki tłoka i cylindrów wyposażone są w kanaliki tak jak w przypadku sprężarek labiryntowych. Większe sprężarki wyposażone są w głowice i uszczelki na sworzniach tłokowych, wentylowaną komorę pośrednią zapobiegającą przedostawaniu się oleju ze skrzyni korbowej do komory sprężania. Małe sprężarki często mają skrzynię korbową z łożyskami uszczelnionymi na cały okres eksploatacji.

## Spręż sprężarek tłokowych
Przykładowe wartości sprężu sprężarek tłokowych wynoszą:
π ≤ 4 dla małych jednostek
π ≤ 6 dla dużych jednostek
π ≤ 8 dla specjalnych jednostek.

## Charakterystyka techniczna sprężarek tłokowych
Sprężarki tłokowe mają następujące cechy charakterystyczne:
- nie nadają się do pracy ciągłej, powinny pracować w systemie 50:50 (praca;odpoczynek) w możliwie jak najkrótszych cyklach.
- są głośne, nawet do 98 dB, jednakże istnieją modele w których wykorzystane zostały obudowy wyciszające.
- są przeważnie małe i łatwe do przemieszczania (mają kółka) o mocy od 1,5 do 7 kW; istnieją też większe modele o znacznie większej mocy, których nie da się przemieszczać bez wsparcia innego sprzętu transportowego.
- podają sporą ilość oleju z pompy do sprężonego powietrza.
- nie wymagają kosztownych przeglądów serwisowych (wystarczy wymiana oleju).
- najczęściej są montowane na zbiornikach, co czyni je kompleksowym zestawem do wytwarzania sprężonego powietrza[1].